# تاکشی ناگائو
تاکشی ناگائو (انگلیسی: Takeshi Nagao؛ زادهٔ ۷ دسامبر ۱۹۴۳) کشتی‌گیر اهل ژاپن بود.